# Gyttjetjärnen, Dalarna
Gyttjetjärnen är en sjö i Älvdalens kommun i Dalarna och ingår i Dalälvens huvudavrinningsområde.